# Севиньи, Шанталь
Шанталь Севиньи (фр. Chantale Sévigny; 13 июля 1975 года в Шербруке, провинция Квебек) — канадская конькобежка, специализирующаяся в шорт-треке и сноуборде Участница Олимпийских игр 1998 года в качестве запасной. чемпионка мира 2005 года в эстафете. Двукратная бронзовый призёр чемпионатов мира. Шанталь глухая, но участвовала в соревнованиях с обычными спортсменами. Участница Сурдлимпийских игр 2015 года в Ханты-Мансийске в соревнованиях по сноуборду.

## Спортивная карьера
Шанталь Севиньи с рождения была глухой, что не помешало ей стать великолепной спортсменкой. С раннего детства она занималась фигурным катанием, а в 1984 году перешла в шорт-трек. Её тренером по шорт-треку был Марсель Лакруа, который перед Олимпиадой 1998 года сказал газете "Торонто Стар" - "Ее слух-это определенно недостаток, который она должна преодолеть".  "Это спорт, который вы должны услышать. Но я никогда не слышал, чтобы она вернулась и сказала, что проиграла из-за этого. Я никогда не слышал, чтобы она оправдывалась". Шанталь говорит и читает по губам по-французски, она полагается на сигналы своего тренера Лакруа и наблюдает за тенями своих соперников на льду, чтобы знать, где они находятся. 
Впервые она попала в национальную сборную в 1995 году и сразу на командном чемпионате мира в Зутермере выиграла бронзовую медаль в команде, в составе которой были Таня Висент, Энни Перро, Изабель Шаре и Кристин Будриас. Три года пришлось ждать, чтобы вновь выиграть бронзу командного чемпионата мира в Бормио. На Олимпийских играх в Нагано была включена в состав шестой, так и просидела запасной, ни разу не выйдя на лёд. В сезоне 1998/99 годов она участвовала в Кубке мира и заняла в общем зачёте 25-е место. В сезоне 2000/01 года получила серьёзную травму, сломала ногу, что помешало поехать на Олимпийские игры 2002 года, но выиграла открытый чемпионат Канады в абсолютном зачёте. Её следующим тренером был Лоран Деньо, также участник Олимпийских игр 1992 года, он тренировал Шанталь с конца 90-х годов.
В 2003 году на этапах Кубка мира взяла серебро и бронзу в эстафете и в общем зачёте заняла 47-е место, а на следующий год участвовала только на дистанции 1000 м, и стала 56-й. Кто мог подумать, но именно не в полные 30 лет Шанталь выиграла золотую медаль в эстафете на чемпионате мира в Пекине 2005 года. В том же сезоне выиграла в эстафетах серебро и бронзу этапов Кубка мира, и заняла 57-е место в многоборье.
В 2007 году выиграла Панамериканские игры по волейболу среди глухих. В 2015 году в свои 40 лет участвовала на зимних Сурдлимпийских играх в Ханты-Мансийске в сноуборде, в параллельном слаломе и заняла 8-е место.